# Specizem
Specizem (oz. speciesizem, po angleški besedi species) je diskriminacija na podlagi vrste. 
Izraz je skoval britanski psiholog Richard D. Ryder leta 1973 in označuje predsodke do drugih bioloških vrst. Po mnenju aktivistov za pravice živali je analogen rasizmu, seksizmu ipd. v smislu podcenjevanja podobnosti med diskriminatorji in diskriminiranci. Ti aktivisti trdijo, da so fizične in biološke razlike med vrstami nepomembne v moralnem smislu.